# 京都大学交響楽団
京都大学交響楽団（きょうとだいがくこうきょうがくだん、英: Kyoto University Symphony Orchestra）は、京都大学の公認団体であるアマチュア・オーケストラ。正式名称は「京都大学音楽部交響楽団」。通称「京大オケ」、「KUSO」。所在地は京都市左京区吉田本町。音楽部長は依田高典 京都大学大学院経済学研究科教授。

## 概要
1916年（大正５年）12月に創立された、京都大学に本拠地を置く学生オーケストラ団体である。年２回の定期演奏会と、夏に開催される演奏旅行とジョイントプロジェクトを活動の中心としている。

## 沿革[3]
- 1915年、京都帝国大学初の音楽演奏団体である「五線会」が結成。
- 1916年、大学構内でオーケストラが初めて組織される。京大オケのはじまり。
- 1917年、京都帝国大学学友会音楽部が正式に発足。同年2月25日、第1回演奏会が学生集会所で行われる。
- 1919年、第7回演奏会として「ベートーヴェン生誕150周年記念の夕」を開催。交響曲第2番と序曲『コリオラン』の日本初演。
- 1920年、第8回演奏会においてチャイコフスキー『白鳥の湖』（抜粋）の日本初演。
- 1921年、プロオーケストラである「京都フィルハーモニー・オーケストラ」（京フィル）へ転身。同年11月の第14回演奏会にて、交響曲第6番（チャイコフスキー）の日本初演。
- 1926年、エマヌエル・メッテルを常任指揮者として招聘。
- 1928年、昭和天皇の大饗の儀にて演奏を行う。
- 1933年、瀧川事件により、初となる定期演奏会の中止。代わりに交響曲第39番（モーツァルト）などを京都放送局よりラジオ放送する。
- 1936年、創立20周年記念演奏会となる第31回定期演奏会において、関西拠点のオーケストラとして初めて交響曲第9番（ベートーヴェン）を演奏。
- 1937年、朝比奈隆が常任指揮者に就任。

## 常任指揮者
- 第１代　大村恕三郎　1916-1919年
- 第２代　深瀬周一　　1920-1923年
- 第３代　瀬戸口藤吉　1922-1925年
- 第４代　エマヌエル・メッテル　1926-1937年
- 第５代　朝比奈隆　　1937-1944年
- 第６代　山田忠男　　1944-1960年

## 定期演奏会客演指揮者[4][5]
- 若杉弘　　第88回、第91回
- 久山恵子　第89回
- 三石精一　第92回、第105回
- 奥田道昭　第94回、第95回、第99回、第103回
- 近衛秀麿　第96回、第100回、第104回、第108回、第109回
- 岩城宏之　第97回
- 秋山和慶　第98回、第209回（中止）、（第216回：怪我のため降板[6]）
- 宇宿允人　第102回、第106回、第111回
- 山田一雄　第107回、第110回、第120回、第126回、第132回、第139回、第143回
- 手塚幸紀　第112回、第117回、第119回、第121回、第129回、第137回
- 山岡重信　第113回、第128回、第131回、第135回
- 伴有雄　　第115回
- 朝比奈隆　第116回、第130回
- 森正　　　第118回
- 尾高忠明　第122回、第124回、第206回
- デビット・ハウエル　第123回
- 大町陽一郎　第125回
- 外山雄三　第127回
- 井上道義　第133回、第138回、第140回、第146回、第190回、第210回
- 田中良和　第134回、第144回、第154回
- 岡田司　　第136回、第151回
- 金洪才　　第141回
- 十束尚宏　第142回、第150回、第162回、第200回
- 山下一史　第145回、第147回、第152回、第158回、第172回、第180回、第196回
- 佐藤功太郎　第148回
- 小松一彦　第149回
- 黒岩英臣　第153回、第159回、第163回
- 小松長生　第155回、第198回
- 佐渡裕　　第156回
- 本名徹次　第157回、第166回、第174回
- 円光寺雅彦　第160回、第177回、第182回、第191回、第199回
- 松尾葉子　第161回
- 渡邊一正　第164回
- 金聖響　　第165回、第170回、第189回
- 篠崎靖男　第167回、第197回、第205回
- 阪哲朗　　第168回、第184回
- 北原幸男　第169回、第178回、第192回、第201回
- 山本七雄　第171回
- ゲルハルト・ボッセ　第173回
- 曽我大介　第175回
- 岩村力　　第176回
- 藤岡幸夫　第179回、第202回
- 平井秀明　第181回
- 大山平一郎　第183回、第194回
- 橘直貴　　第185回
- 寺岡清高　第186回
- キンボー・イシイ[7]　第187回、第216回（秋山和慶氏から変更[8]）
- 三河正典　第188回
- 新田ユリ　第193回
- 齊藤一郎　第195回
- 角田鋼亮　第203回、第214回
- 田中祐子　第204回
- 飯森範親　第207回（中止）、第215回、第217回
- 川瀬賢太郎　第208回（中止）
- 下野竜也　第211回
- 西本智実　第212回
- 大友直人　第213回

## 主な出身者
- 朝比奈隆（指揮者、元大阪フィルハーモニー交響楽団音楽総監督・常任指揮者）
- 本庶佑[9]（医師、医学者、京都大学高等研究院 副院長・特別教授、ノーベル生理学・医学賞受賞者）
- 佐々木真[9][10]（フルート奏者、元東京交響楽団首席フルート奏者、日本フルート協会会長、日本演奏連盟理事）
- 宮坂昌之（医学者、元日本免疫学会会長、大阪大学特任教授）
- 片岡幹雄（生物物理学者、元日本生物物理学会会長、高エネルギー加速器研究機構ダイヤモンドフェロー、奈良先端科学技術大学院大学名誉教授）
- 今崎幸彦（裁判官、最高裁判所長官）
- 廣野由美子（英文学者、京都大学国際高等教育院 副教育院長・名誉教授）
- 寺本義明[11]（フルート奏者、元東京交響楽団首席フルート奏者）
- 森口真司[12][13]（指揮者、元オーケストラ・アンサンブル金沢専属指揮者、 大分県立芸術文化短期大学教授）
- 剣持秀紀（エンジニア、VOCALOID開発者）
- 大井浩明（ ピアノ、フォルテピアノ、クラヴィコード、チェンバロ、オルガン、オンド・マルトノ奏者）
- 上野達弘（法学者、早稲田大学大学院法務研究科教授）
- 佐古健一[14][15]（チェロ奏者、新日本フィルハーモニー交響楽団チェロ・フォアシュピューラー）
- 諸岡拓見[16]（チェロ奏者、元大阪フィルハーモニー交響楽団首席チェロ奏者、 パリ国立歌劇場管弦楽団 第3ソロ首席奏者）